# 타이 파이터
타이 파이터(TIE fighter)는 《스타 워즈》 에피소드 4편부터 나온 나오는 은하제국 해군에 배치된 스타파이터로 시에나사가 개발한 기체이다.

## 개요
시에나 사에서 쓰이는 트윈 엔진이 장착되었고,제국의 주요 전투기로 활약하였다.
에피소드4에서 잔 도돈나 장군이 말했듯 제국의 장교들은 1인승 전투기를 가벼이 보았다. 따라서 데스 스타 건설이나 2만대가 넘는임페리얼 스타 디스트로이어를 보유하는데 제국 공해군의 예산이 대부분이 쓰였고,싸고 간편하고 대량생산이 가능한 전투기를 필요로 하였기 때문에 타이기가 생산된 것이다.
본기는 1인승이었고, 필요한 에너지는 솔라패널로 공급받았다. 그리고 빠른 속도역시 이 기체의 장점이었고, 아우터림 특히 로탈같은 행성에서 많이 생산되었다.
그러나 정작 로탈생산 타이 파이터를 재외하면, 스스로 착륙이 가능한 기체가 거의 없었고, 하이퍼스페이스(광속 비행을 가능하게 해 주는 장치)가 없는데다,쉴드가 없어 1번만 맞아도 폭발한다.특히 솔라패널이 가장 타깃이 되기 쉬웠고, 생명유지장치가 없어서 아머는 우주복으로 입고 있었다.
탈출은 조종석 의자로 탈출이 가능하였다.참고로, 비행기 조종에도 일가견이 있는 베이더는 개인용 기체인 타이 어드벤스드를 탄다. 일반 기체보다 성능이 더 좋으며, 다스 베이더의 상징이 된다.

## 활약

### 에피소드 4
초반에 한 솔로, 츄바카, 알투와 쓰리피오, 루크, 그리고 오비완이 탄 밀레니엄 팰콘호를 추격한다. 루크 일행이 데스스타를 탈출하고 나서도 이들이 타고 있는 팰콘호를 추격하여 루크와 한 솔로가 다스 베이더가 있던 타이 파이터와 베이더의 전용기 세 대를 격추시킨다. 야빈 전투에서도 타이 파이터가 데스스타를 향해 공격하는 저항군 전투기를 공격한다. 베이더도 개인용 기체에 타서 저항군 전투기 여러 대를 격추시켰다. 그러나 두 대의 엄호 타이 파이터들이 한 솔로에 의해 격추되며 그 반동으로 경로에서 나가버리고, 데스스타의 폭발에서 살아남게 된다.

### 에피소드 5
호스 행성에서 빠져나와 소행성 잔뜩 몰려 있는 구역에 간 한 솔로 일행이 타고 있는 팰콘 호를 추격하지만, 결국 여러 대가 소행성과 부딪혀 파괴된다.
전편만큼 활약하지 않는다.

### 에피소드 6
엔도 전투 때 제국군 전투기로서 전투에서 활약한다. 방어막이 엔도의 달에서 한 솔로 일행에 의해 파괴된 데스스타 내부로 들어가는 저항군 전투기를 막으러 가지만 실패하고 만다.

### 에피소드 7
본 작품에서는 은하 제국을 계승한 퍼스트 오더 전용 타이 파이터가 등장한다.
자쿠 전투으로부터 30년 후 루크 스카이워커의 본거지 지도가 BB-8이라는 드로이드에게 넘어가자, 그를 찾기 위해 자쿠로 타이 파이터 몆 대를 보내지만, 핀과 레이가 밀레니엄 팰콘을 타고 2대를 격추시킨다. 또, 마즈 카나타의 술집에서 드로이드를 찾기 위해 그곳을 점령하고, 저항군이 나타나 퍼스트 오더의 타이 파이터를 격추시킨다.(대부분 포 대머런이 격추 하였다.)
또, 스타킬러 베이스 전투에서 많은 저항군 전투기들과 대등하게 맞서 싸운다. 오리지널 시리즈보다 품질과 기여도가 많이 향상되었는데 그 예로 엑스 윙과 마찬가지로 보호막이 장비되었고 자체적인 내구도 역시 크게 발전했다.